# Piggs Peak
Piggs Peak é uma cidade do noroeste de Essuatíni localizada no distrito de Hhohho. Está localizada na fronteira com a África do Sul.
A cidade foi fundada em 1884, em uma área de exploração de ouro, porém, sua principal indústria é a de reflorestamento.